# Bobby Cannavale
Robert Cannavale (/ˌkænəˈvɑːli/; tiếng Ý: [kannaˈvaːle]; sinh ngày 3 tháng 5 năm 1970) là một diễn viên người Mỹ.

## Danh sách phim

### Điện ảnh
| Films that have not yet been released | Biểu thị những phim chưa phát hành |

| Năm  | Tiêu đề                              | Vai                                     | Ghi chú                              |
| ---- | ------------------------------------ | --------------------------------------- | ------------------------------------ |
| 1996 | Night Falls on Manhattan             | Vigoda Assistant #1                     |                                      |
| 1999 | Gloria                               | Jack Jesus Nunez                        |                                      |
| 1999 | The Bone Collector                   | Detective Steve                         |                                      |
| 2000 | 3 A.M.                               | Jose                                    |                                      |
| 2002 | Washington Heights                   | Angel                                   |                                      |
| 2002 | The Guru                             | Randy                                   |                                      |
| 2003 | Shortcut to Happiness                | Cop                                     |                                      |
| 2003 | The Station Agent                    | Joe Oramas                              |                                      |
| 2004 | Fresh Cut Grass                      | Billy Pecchio                           |                                      |
| 2004 | Haven                                | Lieutenant                              |                                      |
| 2004 | Shall We Dance?                      | Chic                                    |                                      |
| 2004 | The Breakup Artist                   | Neighbor                                |                                      |
| 2005 | Happy Endings                        | Javier Duran                            |                                      |
| 2005 | Romance & Cigarettes                 | Chetty Jr. / "Fryburg"                  |                                      |
| 2006 | The Night Listener                   | Jess                                    |                                      |
| 2006 | Fast Food Nation                     | Mike                                    |                                      |
| 2006 | Snakes on a Plane                    | Henry "Hank" Harris                     |                                      |
| 2006 | 10 Items or Less                     | Bobby                                   |                                      |
| 2007 | The Ten                              | Marty McBride                           |                                      |
| 2007 | Dedication                           | Don Meyers                              |                                      |
| 2008 | The Take                             | Agent Steve Perelli                     |                                      |
| 2008 | Diminished Capacity                  | Lee Vivyan                              |                                      |
| 2008 | The Promotion                        | Mark Timms                              |                                      |
| 2008 | 100 Feet                             | Lou Shanks                              |                                      |
| 2009 | Paul Blart: Mall Cop                 | Commander James Kent                    |                                      |
| 2009 | The Merry Gentleman                  | Michael Elkhart                         |                                      |
| 2009 | Brief Interviews with Hideous Men    | Subject #40                             |                                      |
| 2009 | Louis C.K.'s Last Chance             | Porn Producer                           | Phim ngắn                            |
| 2010 | F—K                                  | Bobby                                   | Phim ngắn                            |
| 2010 | The Other Guys                       | Jimmy                                   |                                      |
| 2010 | Apples                               | Nino                                    | Phim ngắn                            |
| 2010 | Weakness                             | Joshua Polansky                         |                                      |
| 2011 | Win Win                              | Terry Delfino                           |                                      |
| 2011 | Roadie                               | Randy Stevens                           |                                      |
| 2013 | Movie 43                             | Superman                                | Phân đoạn: "Super Hero Speed Dating" |
| 2013 | Parker                               | Jake Fernandez                          |                                      |
| 2013 | Lovelace                             | Butchie Peraino                         |                                      |
| 2013 | Blue Jasmine                         | Chili                                   |                                      |
| 2014 | Chef                                 | Tony                                    |                                      |
| 2014 | Adult Beginners                      | Danny                                   |                                      |
| 2014 | Annie                                | Guy Danlily                             |                                      |
| 2015 | Danny Collins                        | Tom Donnelly                            |                                      |
| 2015 | Điệp viên                            | Sergio De Luca                          |                                      |
| 2015 | Người Kiến                           | Jim Paxton                              |                                      |
| 2015 | Bố ngoan, bố hư                      | Emilio Francisco                        |                                      |
| 2016 | The Fundamentals of Caring           | Cash                                    | Không xuất hiện trong credit         |
| 2017 | Hair                                 | Bobby Cannavale                         | Phim ngắn                            |
| 2017 | Phi vụ hạt dẻ 2: Công viên đại chiến | Frankie (lồng tiếng)                    |                                      |
| 2017 | I, Tonya                             | Martin Maddox                           |                                      |
| 2017 | Jumanji: Trò chơi kỳ ảo              | Professor John Hardin Van Pelt          | Đặt tên là Van Pelt                  |
| 2017 | Ferdinand phiêu lưu ký               | Valiente/Valiente's father (lồng tiếng) |                                      |
| 2017 | The Photographer                     | Photographer                            | Phim ngắn                            |
| 2018 | Boundaries                           | Leonard                                 |                                      |
| 2018 | Người Kiến và Chiến binh Ong         | Jim Paxton                              |                                      |
| 2019 | Motherless Brooklyn                  | Tony Vermonte                           |                                      |
| 2019 | Người đàn ông Ireland                | Felix "Skinny Razor" DiTullio           |                                      |
| 2019 | The Jesus Rolls                      | Petey                                   |                                      |
| 2019 | Martha the Monster                   | Kevin / Doormat (lồng tiếng)            | Phim ngắn                            |
| 2020 | Superintelligence                    | George Churchill                        |                                      |
| 2021 | Tom & Jerry                          | Spike (lồng tiếng)                      |                                      |
| 2021 | Thunder Force                        | William "The King" Stevens              |                                      |
| 2021 | Jolt                                 | Detective Vicars                        |                                      |
| 2021 | This Is the Night                    | Frank Larocca                           |                                      |
| 2021 | Đấu trường âm nhạc 2                 | Jimmy Crystal (lồng tiếng)              |                                      |
| 2022 | Seriously Red                        | Wilson                                  |                                      |
| 2022 | Blonde                               | Joe DiMaggio                            |                                      |
| 2024 | MaXXXine                             |                                         |                                      |
| TBA  | Old Dads                             |                                         | Hậu kỳ                               |
| TBA  | Inappropriate Behavior               | Max Brandel                             | Đang ghi hình                        |